# 一宮市立大和西小学校
一宮市立大和西小学校（いちのみやしりつ やまとにししょうがっこう）は、愛知県一宮市にある公立小学校。

## 概況
- 学校長:土屋 美鈴
- 児童数:489名

## 沿革
- 1907年（明治40年）1月 - 寧静尋常小学校を設立。
- 1955年（昭和30年）4月 - 一宮市立大和西小学校に改称。
- 1999年（平成11年）3月 - 新校舎、屋内運動場竣工。

## 通学区域
- 苅安賀1・2丁目、観音寺1丁目の一部、観音寺2丁目、昭和3丁目、竹橋町の一部、寺前町、日光町の一部、大和町苅安賀、大和町福森の一部、大和町毛受の一部[1]。

## 進学先中学校
- 一宮市立大和中学校